# Nový Kostel
Nový Kostel (en allemand : Neukirchen) est une commune du district de Cheb, dans la région de Karlovy Vary, en Tchéquie. Sa population s'élevait à 500 habitants en 2020.

## Géographie
Nový Kostel se trouve à 17 km au nord-nord-est de Cheb, à 31 km à l'ouest de Karlovy Vary et à 144 km à l'ouest de Prague.
La commune est limitée par Luby au nord, par Krajková à l'est, par Habartov au sud-est, par Milhostov au sud, et par Křižovatka et Plesná à l'ouest.

## Histoire
La fondation du village remonte au XIIIe siècle.

## Administration
La commune se compose de huit sections :
- Nový Kostel
- Božetín
- Čižebná
- Horka
- Hrzín
- Kopanina
- Mlýnek
- Spálená